# Viaduc autoroutier de L'Île-Saint-Denis
Le viaduc autoroutier de L'Île-Saint-Denis est un viaduc qui permet à l'autoroute A86 de franchir la Seine entre Villeneuve-la-Garenne à l'ouest et Saint-Denis à l'est en passant au-dessus de la commune de L'Île-Saint-Denis. 
Il est situé à environ 450 mètres au nord de Saint-Ouen en suivant le quai de Saint-Ouen à Saint-Denis.